# Chemnitzer Fußballclub 1992-1993
Questa voce raccoglie le informazioni riguardanti il Chemnitzer Fußballclub nelle competizioni ufficiali della stagione 1992-1993.

## Stagione
Nella stagione 1992-1993 il Chemnitz, allenato da Hans Meyer, concluse il campionato di 2. Bundesliga al 7º posto. In Coppa di Germania il Chemnitz fu eliminato in semifinale dall'Hertha Berlino II.

## Rosa
| N. |                     | Ruolo | Calciatore         |
| -- | ------------------- | ----- | ------------------ |
| 3  | Germania (bandiera) | D     | Thomas Laudeley    |
| 5  | Germania (bandiera) | C     | Sven Köhler        |
|    | Germania (bandiera) | P     | Holger Hiemann     |
|    | Germania (bandiera) | P     | Jens Schmidt       |
|    | Germania (bandiera) | D     | Dirk Barsikow      |
|    | Germania (bandiera) | D     | Torsten Bittermann |
|    | Germania (bandiera) | D     | Jörg Illing        |
|    | Germania (bandiera) | D     | Jan Seifert        |
|    | Germania (bandiera) | C     | Heiko Gerber       |
|    | Germania (bandiera) | C     | Jens Haustein      |
|    | Germania (bandiera) | C     | Steffen Heidrich   |
|    | Germania (bandiera) | C     | Peter Keller       |
|    | Germania (bandiera) | C     | Ulf Mehlhorn       |

| N. |                     | Ruolo | Calciatore          |
| -- | ------------------- | ----- | ------------------- |
|    | Germania (bandiera) | C     | Mario Neuhäuser     |
|    | Germania (bandiera) | C     | Olaf Renn           |
|    | Germania (bandiera) | C     | Thomas Schweizer    |
|    | Germania (bandiera) | C     | Sixten Veit         |
|    | Germania (bandiera) | C     | Lutz Wienhold       |
|    | Germania (bandiera) | A     | Thorsten Boer       |
|    | Germania (bandiera) | A     | Danilo Kunze        |
|    | Croazia (bandiera)  | A     | Boris Lucic         |
|    | Germania (bandiera) | A     | Frank Seifert       |
|    | Nigeria (bandiera)  | A     | Ojokojo Torunarigha |
|    | Germania (bandiera) | A     | Dirk Vollmar        |
|    | Germania (bandiera) | A     | Steven Zweigler     |

## Organigramma societario
Area tecnica
- Allenatore:
- Allenatore in seconda: Christoph Franke
- Preparatore dei portieri:
- Preparatori atletici:

## Calciomercato

### Sessione estiva
| Acquisti | Acquisti         | Acquisti       | Acquisti |
| R.       | Nome             | da             | Modalità |
| -------- | ---------------- | -------------- | -------- |
| C        | Thomas Schweizer | Friburgo       |          |
| A        | Frank Seifert    | Stoccarda II   |          |
| C        | Lutz Wienhold    | Leoben         |          |
| A        | Steven Zweigler  | Erzgebirge Aue |          |

| Cessioni | Cessioni    | Cessioni        | Cessioni |
| R.       | Nome        | a               | Modalità |
| -------- | ----------- | --------------- | -------- |
| C        | Brian Bliss | Carl Zeiss Jena |          |

### Sessione invernale
| Acquisti | Acquisti | Acquisti | Acquisti |
| R.       | Nome     | da       | Modalità |
| -------- | -------- | -------- | -------- |

| Cessioni | Cessioni      | Cessioni | Cessioni |
| R.       | Nome          | a        | Modalità |
| -------- | ------------- | -------- | -------- |
| A        | Arnd Spranger | Zwickau  |          |

## Risultati

### 2. Bundesliga

#### Girone di andata
| Arbitro: | Merk |

|              |           |              |
| Strerath 73’ | Marcatori | 80’ Heidrich |

| Arbitro: | Weise |

|  |           |                      |
|  | Marcatori | 23’ Palma 78’ Meinke |

| Arbitro: | Habermann |

|           |           |  |
| Drulák 3’ | Marcatori |  |

| Arbitro: | Assenmacher |

|                       |           |  |
| Zweigler 70’ Boer 81’ | Marcatori |  |

| Arbitro: | Schmidhuber |

|                        |           |  |
| Fincke 12’ Rraklli 84’ | Marcatori |  |

| Arbitro: | Boos |

|          |           |  |
| Veit 45’ | Marcatori |  |

| Arbitro: | Löwer |

|  |           |              |
|  | Marcatori | 10’ Heidrich |

| Arbitro: | Kiefer |

|            |           |  |
| Gemein 76’ | Marcatori |  |

| Arbitro: | Frey |

|              |           |  |
| Zweigler 84’ | Marcatori |  |

| Arbitro: | Scheuerer |

|                        |           |              |
| Hecker 17’ Freiler 28’ | Marcatori | 84’ Zweigler |

| Arbitro: | Fleske |

|                            |           |             |
| Schweizer 31’ Heidrich 88’ | Marcatori | 18’ Zampach |

| Arbitro: | Zerr |

|             |           |  |
| Schmidt 83’ | Marcatori |  |

| Chemnitz 2 settembre 1992, ore 18:00 CEST 13ª giornata | Chemnitz | 0 – 0 referto | Meppen | Sportforum Chemnitz (3 560 spett.)\| Arbitro: \| Malbranc \| |
| Arbitro:                                               | Malbranc |               |        |                                                              |

| Arbitro: | Buchhart |

|                                    |           |                       |
| Hubner 33’, 38’, 68’ Jurgeleit 63’ | Marcatori | 35’ Mehlhorn 58’ Renn |

| Arbitro: | Gläser |

|                                     |           |           |
| Boer 39’ Zweigler 82’ Neuhäuser 83’ | Marcatori | 44’ Manzi |

| Arbitro: | Berg |

|             |           |                       |
| Demandt 43’ | Marcatori | 53’ Boer 64’ Heidrich |

| Arbitro: | Harder |

|  |           |          |
|  | Marcatori | 30’ Weiß |

| Arbitro: | Funken |

|                       |           |                                             |
| Aden 4’, 8’, 57’, 61’ | Marcatori | 12’ Veit 40’ Boer 85’ Heidrich 89’ Barsikow |

| Arbitro: | Kemmling |

|                       |           |                       |
| Veit 77’ Mehlhorn 80’ | Marcatori | 14’ Edmond 68’ Anders |

| Arbitro: | Dardenne |

|                  |           |  |
| Tönnies 10’, 84’ | Marcatori |  |

| Arbitro: | Hauer |

|          |           |  |
| Boer 64’ | Marcatori |  |

| Arbitro: | Wittke |

|  |           |                        |
|  | Marcatori | 73’ Schweizer 83’ Boer |

| Arbitro: | Willems |

|             |           |  |
| Seifert 49’ | Marcatori |  |

#### Girone di ritorno
| Arbitro: | Wagner |

|             |           |                         |
| Heidrich 8’ | Marcatori | 1’ Hutwelker 24’ Aigner |

| Arbitro: | Weber |

|                                   |           |                                      |
| Wollitz 7’ Golombek 37’ Wijas 86’ | Marcatori | 2’ Torunarigha 57’ Veit 75’ Heidrich |

| Arbitro: | Merk |

|                                                   |           |  |
| Boer 42’ Heidrich 69’ Bittermann 75’ Mehlhorn 78’ | Marcatori |  |

| Arbitro: | Jansen |

|         |           |                |
| Epp 23’ | Marcatori | 10’ Bittermann |

| Arbitro: | Osmers |

|                    |           |                             |
| Veit 4’ Gerber 60’ | Marcatori | 14’ Rraklli 85’ Heidenreich |

| Wolfsburg 28 febbraio 1993, ore 15:00 CET 29ª giornata | Wolfsburg | 0 – 0 referto | Chemnitz | VfL-Stadion am Elsterweg (5 800 spett.)\| Arbitro: \| Schäfer \| |
| Arbitro:                                               | Schäfer   |               |          |                                                                  |

| Arbitro: | Fux |

|                      |           |                                  |
| Boer 9’ Heidrich 50’ | Marcatori | 33’ Groth 65’ Đelmaš 79’ Weiland |

| Arbitro: | Leimert |

|                         |           |  |
| Mehlhorn 28’ Gerber 82’ | Marcatori |  |

| Jena 20 marzo 1993, ore 15:30 CET 32ª giornata | Carl Zeiss Jena | 0 – 0 referto | Chemnitz | Ernst-Abbe-Sportfeld (3 900 spett.)\| Arbitro: \| Werthmann \| |
| Arbitro:                                       | Werthmann       |               |          |                                                                |

| Arbitro: | Führer |

|          |           |             |
| Veit 60’ | Marcatori | 36’ Wohlert |

| Arbitro: | Brandauer |

|                |           |                           |
| Herzberger 15’ | Marcatori | 27’ Heidrich 72’ Barsikow |

| Arbitro: | Albrecht |

|                                   |           |           |
| Gerber 11’ Heidrich 13’, 39’, 76’ | Marcatori | 85’ Böger |

| Arbitro: | Willems |

|                      |           |  |
| Faltin 27’ Menke 53’ | Marcatori |  |

| Arbitro: | Pohlmann |

|                             |           |            |
| Bittermann 10’ Heidrich 54’ | Marcatori | 33’ Maciel |

| Arbitro: | Wagner |

|  |           |              |
|  | Marcatori | 87’ Wienhold |

| Chemnitz 1º maggio 1993, ore 15:30 CEST 39ª giornata | Chemnitz | 0 – 0 referto | Hertha Berlino | Sportforum Chemnitz (4 700 spett.)\| Arbitro: \| Strampe \| |
| Arbitro:                                             | Strampe  |               |                |                                                             |

| Arbitro: | Kemmling |

|                                          |           |  |
| Wörsdörfer 40’, 88’ Simon 66’ Täuber 76’ | Marcatori |  |

| Arbitro: | Buchhart |

|                                     |           |  |
| Veit 46’ Renn 62’, 79’ Heidrich 88’ | Marcatori |  |

| Arbitro: | Schmidhuber |

|                                          |           |                                       |
| Engelmann 75’ Bittencourt 77’ Anders 79’ | Marcatori | 30’ Boer 66’, 70’ Heidrich 74’ Gerber |

| Arbitro: | Fröhlich |

|  |           |           |
|  | Marcatori | 12’ Pusch |

| Arbitro: | Prengel |

|               |           |                |
| Schneider 65’ | Marcatori | 20’ Bittermann |

| Arbitro: | Lange |

|                                   |           |               |
| Wienhold 32’, 55’, 72’ Illing 43’ | Marcatori | 49’, 85’ Löbe |

| Arbitro: | Frey |

|                        |           |  |
| Schlünz 39’ Bodden 49’ | Marcatori |  |

### Coppa di Germania
| Arbitro: | Krug |

|                       |           |                   |
| Bittermann 75’ (aut.) | Marcatori | 80’, 82’ Barsikow |

| Arbitro: | Pohlmann |

|  |           |                              |
|  | Marcatori | 42’ Torunarigha 72’ Heidrich |

| Arbitro: | Assenmacher |

|  |           |              |
|  | Marcatori | 87’ Heidrich |

| Arbitro: | Löwer |

|                       |           |             |
| Renn 91’ Heidrich 95’ | Marcatori | 120’ Allofs |

| Arbitro: | Strigel |

|                      |           |                     |
| Ramelow 5’ Meyer 22’ | Marcatori | 36’ (rig.) Heidrich |

## Statistiche

### Statistiche di squadra
| Competizione      | Punti | In casa | In casa | In casa | In casa | In casa | In casa | In trasferta | In trasferta | In trasferta | In trasferta | In trasferta | In trasferta | Totale | Totale | Totale | Totale | Totale | Totale | DR  |
| Competizione      | Punti | G       | V       | N       | P       | Gf      | Gs      | G            | V            | N            | P            | Gf           | Gs           | G      | V      | N      | P      | Gf     | Gs     | DR  |
| ----------------- | ----- | ------- | ------- | ------- | ------- | ------- | ------- | ------------ | ------------ | ------------ | ------------ | ------------ | ------------ | ------ | ------ | ------ | ------ | ------ | ------ | --- |
| 2. Bundesliga     | 50    | 23      | 13      | 5       | 5       | 39      | 20      | 23           | 6            | 7            | 10           | 25           | 36           | 46     | 19     | 12     | 15     | 64     | 56     | +8  |
| Coppa di Germania | -     | 1       | 1       | 0       | 0       | 2       | 1       | 4            | 3            | 0            | 1            | 6            | 3            | 5      | 4      | 0      | 1      | 8      | 4      | +4  |
| Totale            | 50    | 24      | 14      | 5       | 5       | 41      | 21      | 27           | 9            | 7            | 11           | 31           | 39           | 51     | 23     | 12     | 16     | 72     | 60     | +12 |

### Andamento in campionato
| Giornata  | 1  | 2  | 3  | 4  | 5  | 6  | 7  | 8  | 9  | 10 | 11 | 12 | 13 | 14 | 15 | 16 | 17 | 18 | 19 | 20 | 21 | 22 | 23 | 24 | 25 | 26 | 27 | 28 | 29 | 30 | 31 | 32 | 33 | 34 | 35 | 36 | 37 | 38 | 39 | 40 | 41 | 42 | 43 | 44 | 45 | 46 |
| --------- | -- | -- | -- | -- | -- | -- | -- | -- | -- | -- | -- | -- | -- | -- | -- | -- | -- | -- | -- | -- | -- | -- | -- | -- | -- | -- | -- | -- | -- | -- | -- | -- | -- | -- | -- | -- | -- | -- | -- | -- | -- | -- | -- | -- | -- | -- |
| Luogo     | T  | C  | T  | C  | T  | C  | T  | T  | C  | T  | C  | T  | C  | T  | C  | T  | C  | T  | C  | T  | C  | T  | C  | C  | T  | C  | T  | C  | T  | C  | C  | T  | C  | T  | C  | T  | C  | T  | C  | T  | C  | T  | C  | T  | C  | T  |
| Risultato | N  | P  | P  | V  | P  | V  | V  | P  | V  | P  | V  | P  | N  | P  | V  | V  | P  | N  | N  | P  | V  | V  | V  | P  | N  | V  | N  | N  | N  | P  | V  | N  | N  | V  | V  | P  | V  | V  | N  | P  | V  | V  | P  | N  | V  | P  |
| Posizione | 12 | 20 | 22 | 13 | 20 | 16 | 15 | 16 | 11 | 16 | 14 | 16 | 17 | 18 | 15 | 12 | 14 | 14 | 14 | 14 | 14 | 13 | 10 | 11 | 11 | 10 | 10 | 10 | 9  | 9  | 9  | 9  | 9  | 9  | 9  | 9  | 8  | 7  | 8  | 8  | 7  | 7  | 7  | 7  | 7  | 7  |

Legenda:

Luogo: C = Casa; T = Trasferta. Risultato: V = Vittoria; N = Pareggio; P = Sconfitta.

### Statistiche dei giocatori
| Giocatore      | 2. Bundesliga | 2. Bundesliga | 2. Bundesliga | 2. Bundesliga | Coppa di Germania | Coppa di Germania | Coppa di Germania | Coppa di Germania | Totale   | Totale | Totale      | Totale     |
| Giocatore      | Presenze      | Reti          | Ammonizioni   | Espulsioni    | Presenze          | Reti              | Ammonizioni       | Espulsioni        | Presenze | Reti   | Ammonizioni | Espulsioni |
| -------------- | ------------- | ------------- | ------------- | ------------- | ----------------- | ----------------- | ----------------- | ----------------- | -------- | ------ | ----------- | ---------- |
| D. Barsikow    | 28            | 2             | 4             | 1             | 5                 | 2                 | 2                 | 0                 | 33       | 4      | 6           | 1          |
| T. Bittermann  | 35            | 4             | 7             | 0             | 5                 | 0                 | 0                 | 0                 | 40       | 4      | 7           | 0          |
| T. Boer        | 40            | 9             | 2             | 0             | 4                 | 0                 | 0                 | 0                 | 44       | 9      | 2           | 0          |
| H. Gerber      | 19            | 4             | 4             | 0             | 1                 | 0                 | 0                 | 0                 | 20       | 4      | 4           | 0          |
| J. Haustein    | 1             | 0             | 0             | 0             | 0                 | 0                 | 0                 | 0                 | 1        | 0      | 0           | 0          |
| S. Heidrich    | 44            | 17            | 11            | 1             | 5                 | 4                 | 1                 | 0                 | 49       | 21     | 12          | 1          |
| H. Hiemann     | 17            | 0             | 0             | 0             | 3                 | 0                 | 0                 | 0                 | 20       | 0      | 0           | 0          |
| J. Illing      | 30            | 1             | 1             | 0             | 2                 | 0                 | 0                 | 0                 | 32       | 1      | 1           | 0          |
| P. Keller      | 40            | 0             | 4             | 0             | 5                 | 0                 | 0                 | 1                 | 45       | 0      | 4           | 1          |
| D. Kunze       | 3             | 0             | 0             | 0             | 0                 | 0                 | 0                 | 0                 | 3        | 0      | 0           | 0          |
| S. Köhler      | 10            | 0             | 2             | 0             | 1                 | 0                 | 0                 | 0                 | 11       | 0      | 2           | 0          |
| T. Laudeley    | 28            | 0             | 4             | 0             | 5                 | 0                 | 1                 | 0                 | 33       | 0      | 5           | 0          |
| B. Lucic       | 9             | 0             | 0             | 0             | 0                 | 0                 | 0                 | 0                 | 9        | 0      | 0           | 0          |
| U. Mehlhorn    | 44            | 4             | 10            | 0             | 5                 | 0                 | 1                 | 0                 | 49       | 4      | 11          | 0          |
| M. Neuhäuser   | 19            | 1             | 2             | 0             | 0                 | 0                 | 0                 | 0                 | 19       | 1      | 2           | 0          |
| O. Renn        | 42            | 3             | 3             | 1             | 5                 | 1                 | 1                 | 0                 | 47       | 4      | 4           | 1          |
| J. Schmidt     | 30            | 0             | 2             | 0             | 2                 | 0                 | 0                 | 0                 | 32       | 0      | 2           | 0          |
| T. Schweizer   | 17            | 2             | 2             | 0             | 2                 | 0                 | 0                 | 0                 | 19       | 2      | 2           | 0          |
| F. Seifert     | 0             | 0             | 0             | 0             | 0                 | 0                 | 0                 | 0                 | 0        | 0      | 0           | 0          |
| J. Seifert     | 22            | 1             | 1             | 2             | 3                 | 0                 | 0                 | 1                 | 25       | 1      | 1           | 3          |
| O. Torunarigha | 25            | 1             | 4             | 0             | 3                 | 1                 | 0                 | 0                 | 28       | 2      | 4           | 0          |
| S. Veit        | 35            | 7             | 9             | 0             | 5                 | 0                 | 1                 | 0                 | 40       | 7      | 10          | 0          |
| D. Vollmar     | 4             | 0             | 0             | 0             | 0                 | 0                 | 0                 | 0                 | 4        | 0      | 0           | 0          |
| L. Wienhold    | 17            | 4             | 2             | 0             | 1                 | 0                 | 0                 | 0                 | 18       | 4      | 2           | 0          |
| S. Zweigler    | 31            | 4             | 6             | 0             | 3                 | 0                 | 0                 | 0                 | 34       | 4      | 6           | 0          |